# Niccioleta
Niccioleta is een plaats (frazione) in de Italiaanse gemeente Massa Marittima.